# Zygmunt Golonka
Zygmunt Golonka (ur. 2 sierpnia 1888 w Dąbrowie Tarnowskiej, zm. 14 kwietnia 1967 we Wrocławiu) – polski profesor nauk rolniczych, specjalista w dziedzinie łąkarstwa.

## Życiorys
W 1908 uzyskał świadectwo dojrzałości i rozpoczął studia na Uniwersytecie Jagiellońskim, w 1911 ukończył naukę i został asystentem w Zakładzie Doświadczalnym w Mydlnikach. Po wybuchu I wojny światowej przerwał pracę naukową i wstąpił do Legionów Polskich, do rezerwy przeszedł w 1921 i zamieszkał we Lwowie. Uzyskał pracę jako asystent w Stacji Chemiczno-Rolniczej Politechniki Lwowskiej w Dublanach i był tam zatrudniony przez dwa lata, a następnie przeniósł się na podobne stanowisko w Zakładzie Uprawy i Nawożenia Roli Szkoły Głównej Gospodarstwa Wiejskiego (SGGW) w Skierniewicach. W 1928 przedstawił pracę "Łąki i pastwiska południowo-wschodniej części dorzecza Bzury" i uzyskał stopień doktora nauk rolniczych, rok później powrócił do Lwowa, gdzie został zastępcą profesora rolnictwa na Wydziale Inżynierii Lądowej i Wodnej. Wykładał tam do 1933, a następnie przeprowadził się do Warszawy i otrzymał etat starszego asystenta w SGGW. W 1935 na podstawie pracy "Studia nad niektórymi czynnikami produkcyjności pastwisk trwałych" uzyskał stopień doktora habilitowanego i objął etat docenta, w tym czasie zorganizował Pracownię Uprawy Łąk i Pastwisk. W latach 1933–1939 był prezesem Stowarzyszenia Łąkarzy Polskich, a w latach 1938-1939 redaktorem miesięcznika  Ląka i Pastwisko. Po wybuchu II wojny światowej przeniósł się do Zakładu Doświadczalnego w Skierniewicach i tam pracując przy hodowli roślin oraz wykładając na konspiracyjnych Wyższych Kursach Rolniczych przetrwał do jesieni 1944, kiedy to został zmuszony do wyprowadzki, zamieszkał wówczas w Krakowie. Po zakończeniu działań wojennych przeniósł się do Warszawy i został kierownikiem Zakładu Upraw Łąk i Pastwisk w SGGW, po powrocie na uczelnię prof. dr. Jana Szczęsnego Grzymały (1903-1960) podjął decyzję o związaniu swojego życia z Wrocławiem. Na tamtejszym Uniwersytecie działającym razem z Politechniką zorganizował Katedrę Uprawy Łąk i Pastwisk, w 1954 została przeniesiona do nowo powstałej Wyższej Szkoły Rolniczej, kierował nią do przejścia na emeryturę w 1960. W 1954 uzyskał nominację do tytułu profesora zwyczajnego.
Spoczywa na Cmentarzu Grabiszyńskim we Wrocławiu (pole 32, rząd 6, grób 522).

## Dorobek naukowy
Pozostawił dorobek naukowy obejmujący kilkadziesiąt prac z zakresu gleboznawstwa, łąkarstwa, techniki uprawy i zwiększania wydajności trwałych użytków zielonych oraz geobotaniki. Jako jeden z pierwszych w Polsce zalecał nawożenie terenów łąk i pastwisk oraz racjonalnej gospodarki pastwiskowej.
Do najważniejszych publikacji są zaliczane:
- "Podręcznik uprawy łąk";
- "Gospodarstwo pastwiskowe";
- "Nawożenie łąk";
- "Łąki i ich uprawa i nawożenie".